# Balanus pacificus
Balanus pacificus är en kräftdjursart. Balanus pacificus ingår i släktet Balanus och familjen havstulpaner. Inga underarter finns listade i Catalogue of Life.